# Vilho Lampi
Vilho Henrik Lampi (19. červenec 1898 Oulu – 17. března 1936 tamtéž) byl finský malíř, jehož raná tvorba byla ovlivněna impresionismem. Později se u něj projevily vlivy expresionismu a nové věcnosti.
Narodil se v Oulu, většinu života prožil na statku v nedalekém městečku Liminka a inspiroval se tamní krajinou a folklórem. Vynikl také jako autor autoportrétů. Byl absolventem Výtvarné akademie v Helsinkách. Jeho umělecká kariéra trvala čtrnáct let a vytvořil okolo 550 obrazů, jedinou samostatnou výstavu měl v roce 1931 v Oulu. Počátkem třicátých let pobýval v Berlíně a Paříži, kde navštěvoval Colarossiho akademii. Obavy ze zhoršujícího se fyzického i psychického zdraví vedly k tomu, že ve věku 37 let spáchal sebevraždu skokem z mostu do řeky Oulujoki.
Paavo Rintala vydal v roce 1959 román Bůh je krása, inspirovaný Lampiho životními osudy. Vylíčil v něm vizionářského umělce trpícího nepochopením ze strany maloměšťáckého okolí, i když ve skutečnosti byly Lampiho obrazy komerčně poměrně úspěšné. Kniha byla také zfilmována a Kristian Smeds vytvořil její dramatizaci.
V roce 1972 bylo ve městě Liminka založeno Lampiho muzeum.

## Galerie

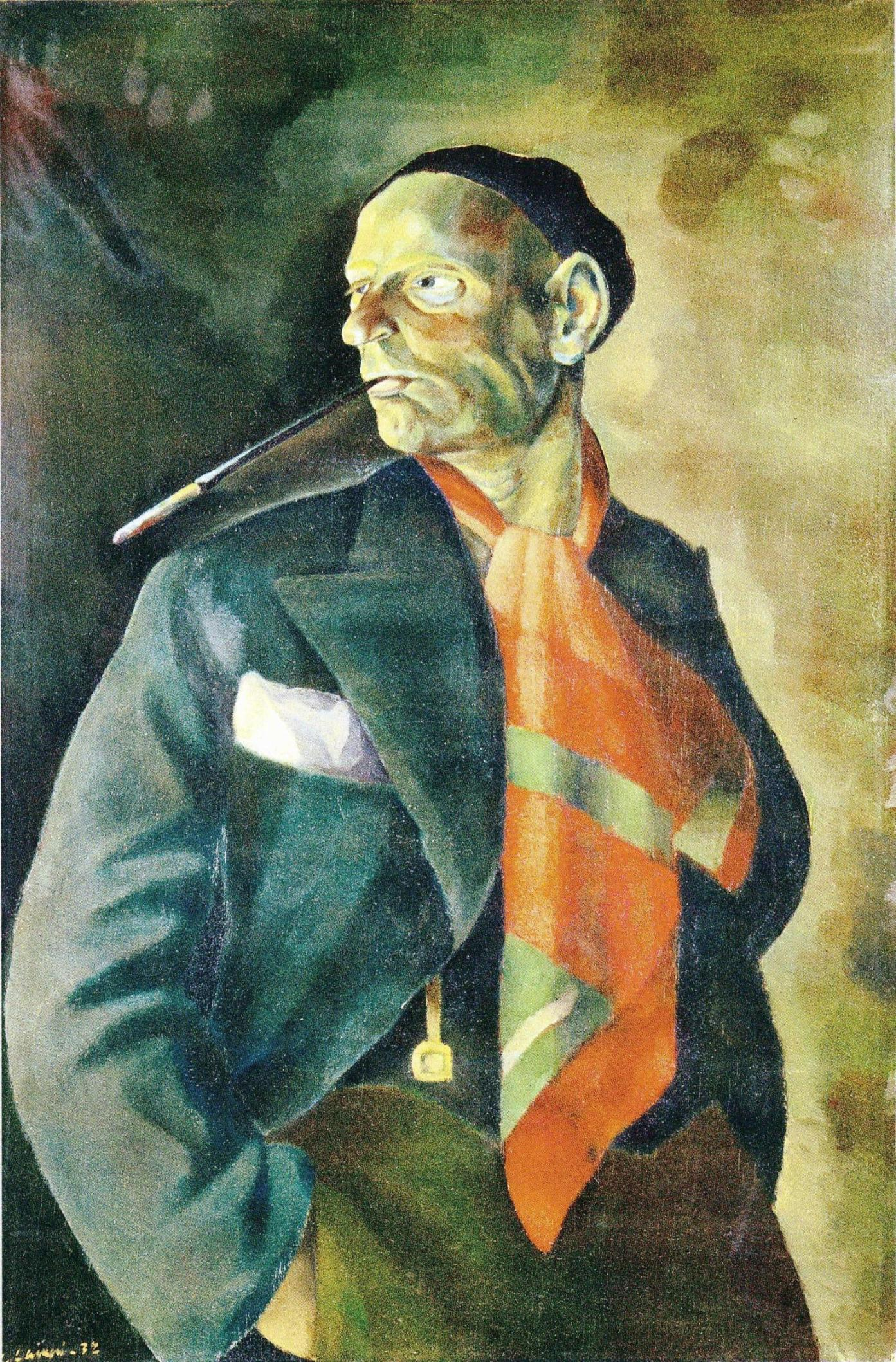
Vlastní portrét
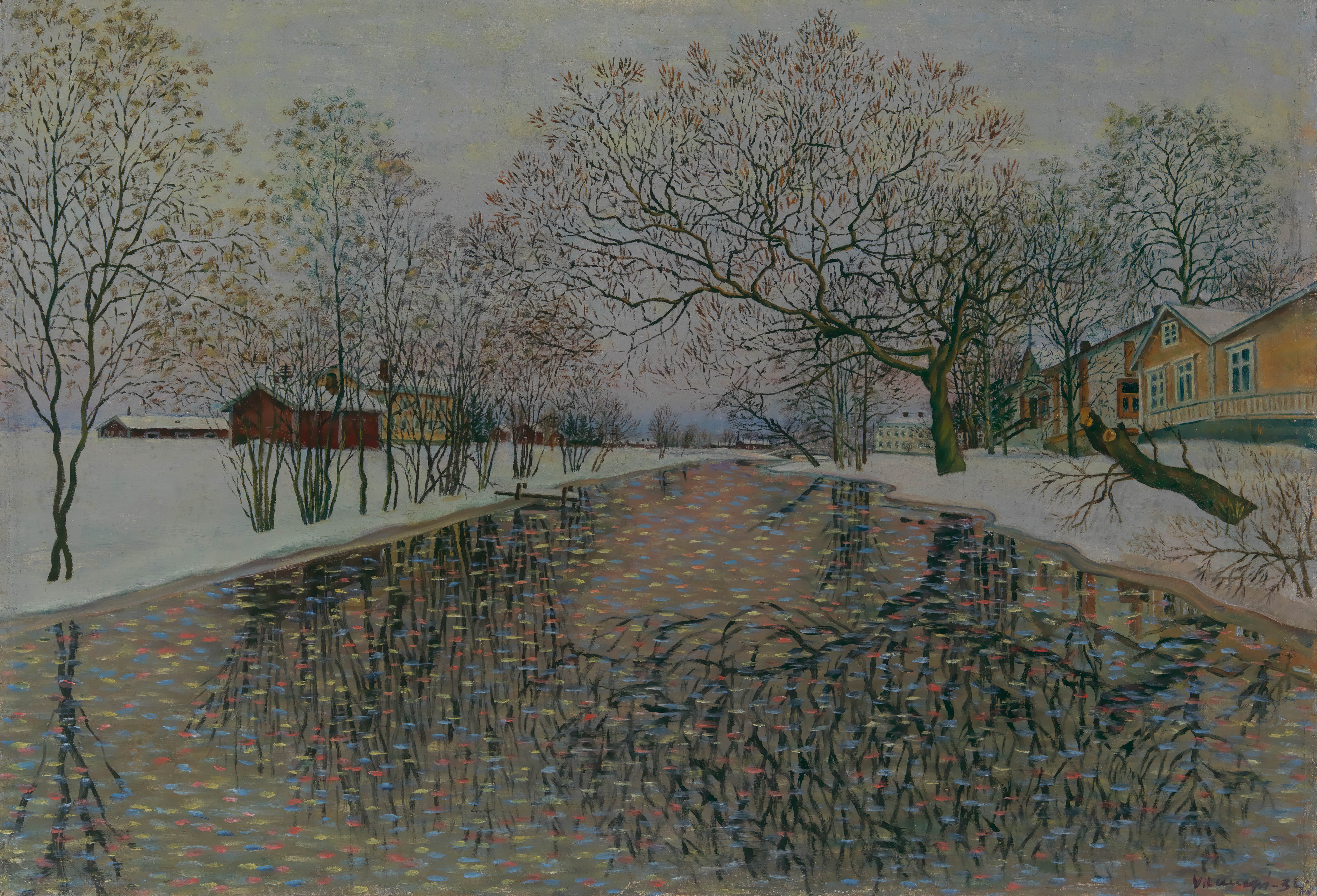
Řeka Liminganjoki
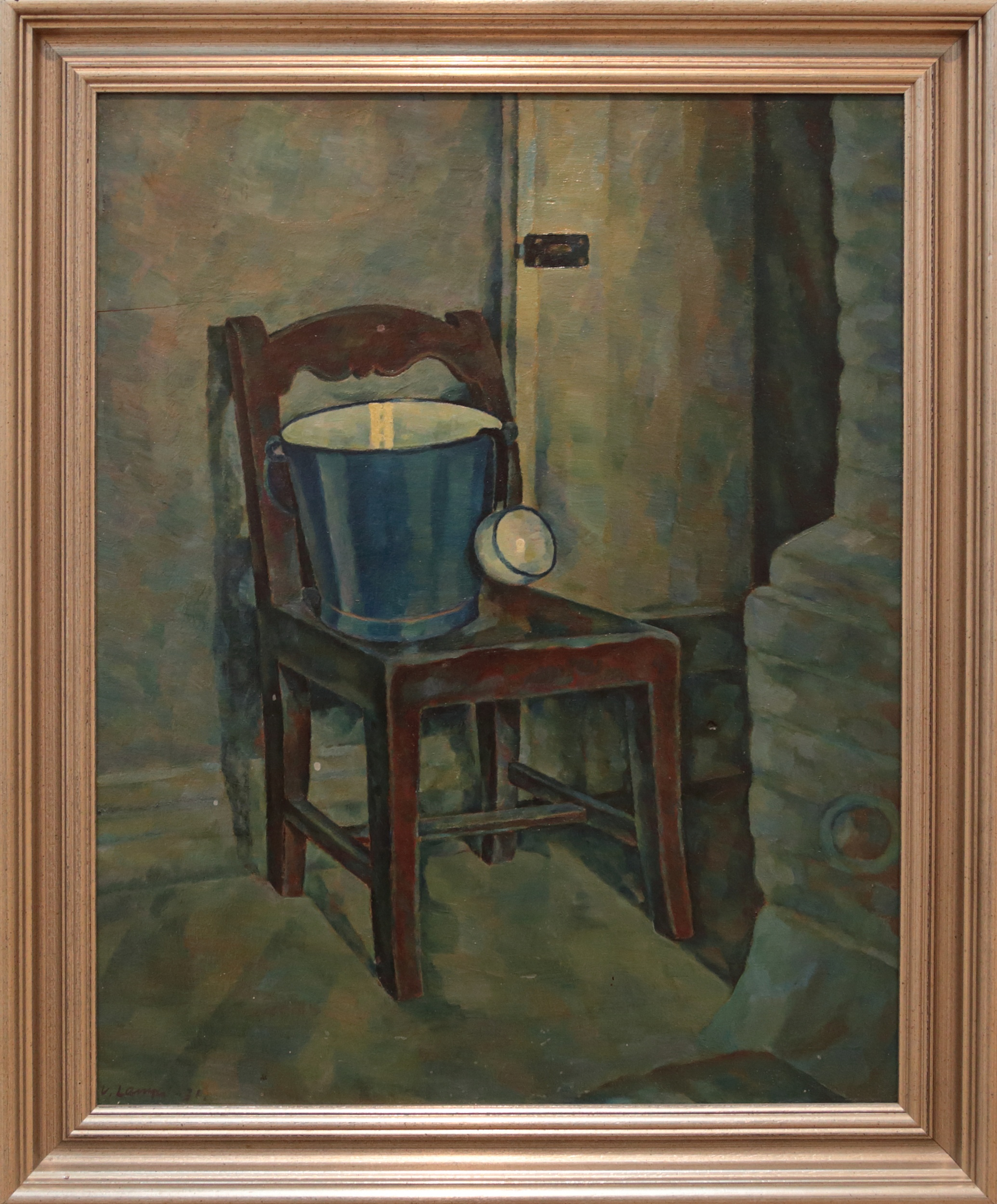
Modrý kbelík